# Kampsville
Kampsville – wieś w Stanach Zjednoczonych, w stanie Illinois, w hrabstwie Calhoun.